# Nepalesische Cricket-Nationalmannschaft in den Niederlanden in der Saison 2018
Die Tour der nepalesischen Cricket-Nationalmannschaft in den Niederlanden in der Saison 2018 fand vom 1. bis zum 3. August 2018 in den Niederlanden statt. Die internationale Cricket-Tour war Bestandteil der Internationalen Cricket-Saison 2018 und umfasste zwei ODIs. Die Serie endete unentschieden 1–1.

## Vorgeschichte
Die Niederlande spielte zuvor ein Drei-Nationenturnier zuhause und ein Drei-Nationenturnier in England, woran auch Nepal teilnahm. Das letzte Aufeinandertreffen der beiden Mannschaften bei einer Tour fand in der Saison 2015 in den Niederlanden statt.

## Stadion
Das folgende Stadion wurde für die Tour als Austragungsort vorgesehen.
| Stadion            | Stadt      | Kapazität | Spiele      |
| ------------------ | ---------- | --------- | ----------- |
| VRA Cricket Ground | Amstelveen | 4.500     | 1. & 2. ODI |

## Kaderlisten
Indien benannte seinen Kader am 18. Juli 2018.
Irland benannte seinen Kader am 23. Juli 2018.
| Twenty20 | Twenty20 |
| Niederlande | Nepal |
| --- | --- |
| - Pieter Seelaar (K) - Wesley Barresi - Daniel ter Braak - Ben Cooper - Scott Edwards (wk) - Fred Klaassen - Bas de Leede - Paul van Meekeren - Stephan Myburgh - Max O’Dowd - Hidde Overdijk - Michael Rippon - Shane Snater | - Paras Khadka (K) - Dipendra Singh Airee - Lalit Bhandari - Shakti Gauchan - Karan KC - Sompal Kami - Subash Khakurel (wk) - Sandeep Lamichhane - Gyanendra Malla - Rohit Paudel - Lalit Rajbanshi - Basanta Regmi - Anil Sah - Aarif Sheikh - Sharad Vesawkar |

## One-Day Internationals

### Erstes ODI in Amstelveen
| 1. August Scorecard | Amstelveen | Niederlande 189 (47.4)          | – | Nepal 134 (41.5) |
|                     |            | Niederlande gewinnt mit 55 Runs |   |                  |

### Zweites ODI in Amstelveen
| 3. August Scorecard | Amstelveen | Nepal 216 (48.5)        | – | Niederlande 215 (50) |
|                     |            | Nepal gewinnt mit 1 Run |   |                      |